# ペナン沖海戦
ペナン沖海戦（ペナンおきかいせん）は、第二次世界大戦中の1945年5月16日夜にマレー半島北西岸、マラッカ海峡内に位置するペナン島沖で起きた日本海軍とイギリス海軍との間の海戦（夜戦）。

## 背景
緒戦の1942年3月に日本軍はアンダマン諸島を占領し、守備隊を置いていた。
1945年2月の時点で、シンガポールにあった日本海軍の艦艇は第十方面艦隊（福留繁中将）に編成されていた。このうち健在なのは重巡洋艦「羽黒」、「足柄」、駆逐艦「神風」のみで、重巡洋艦「高雄」、「妙高」は行動不能、軽巡洋艦「五十鈴」は豪北方面からの撤退作戦（二号作戦）で戦没、その他の南西方面艦隊に属していた艦は北号作戦に参加して日本本土に帰還していた。
日本軍は1945年3月にアンダマン諸島に輸送船団を送ったが全滅していた。
第十方面艦隊は日本陸軍よりアンダマン諸島への輸送の要請を受け、「羽黒」と「神風」に一部の武装を撤去して、弾薬、食料、燃料などの物資を搭載して出撃させた。物資輸送後は、アンダマン諸島に配置されていた一部の兵力を乗船して帰還する予定だった（に号演習）。
イギリス海軍の主力は、ドイツの海軍が事実上壊滅したため、1944年末から太平洋方面へ転戦。1945年1月からスマトラ島、ジャワ島空襲、3月からは沖縄攻撃を始めた。
一方、対日戦に集中することが出来ることになったインド洋の東洋艦隊も、ビルマの首都ラングーン占領のため増強され、4月に南部ビルマで防戦を企図していた日本陸軍が総崩れとなり、5月2日（3日）にイギリス陸軍第14軍が東洋艦隊の支援のもとラングーンを占領した（ドラキュラ作戦）。同月7日にはドイツが降伏したため、イギリスやアメリカを中心とした連合国軍にとって日本が唯一の敵となった。

## 参加兵力

### 日本海軍
- 第十方面艦隊 第五戦隊 - 司令官：橋本信太郎中将
  - 重巡洋艦：羽黒 艦長：杉浦嘉十少将､機関長：堺谷友太郎大佐、駆逐艦：神風

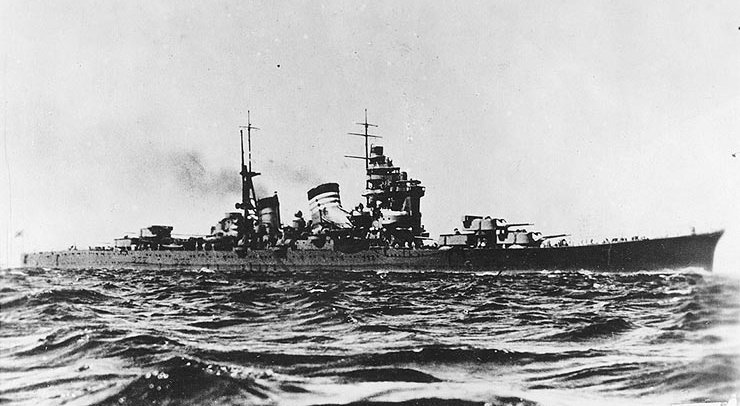
羽黒
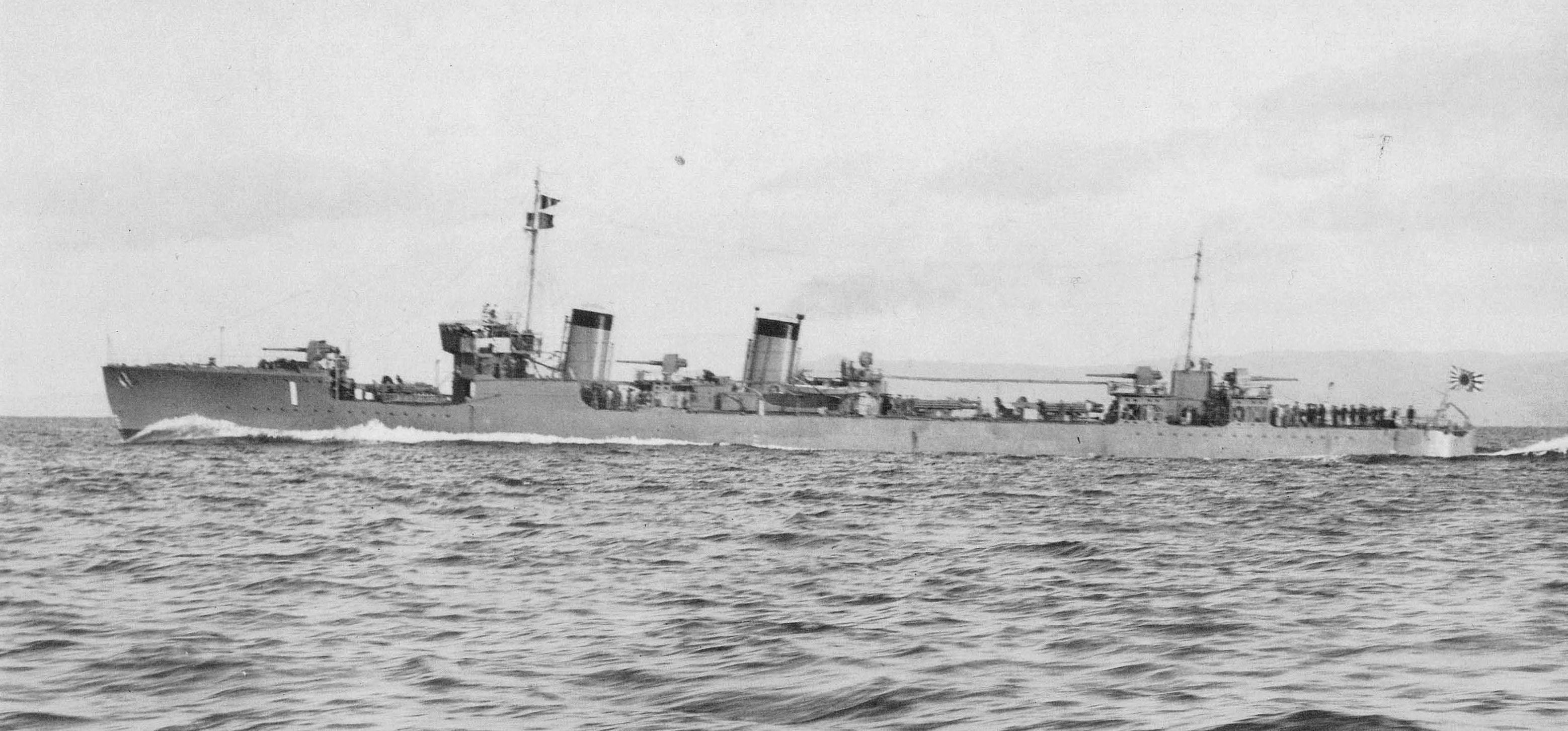
神風

### イギリス海軍
- 第61部隊 第26駆逐隊 - 司令官：マンリー・ロレンス・パワー大佐 (Manley Laurence Power)
  - 駆逐艦：ソーマレス (HMS Saumarez)、ヴェルラム (HMS Verulam)、ヴィジラント (HMS Vigilant)、ヴィーナス (HMS Venus)、ヴィラーゴ (HMS Virago)

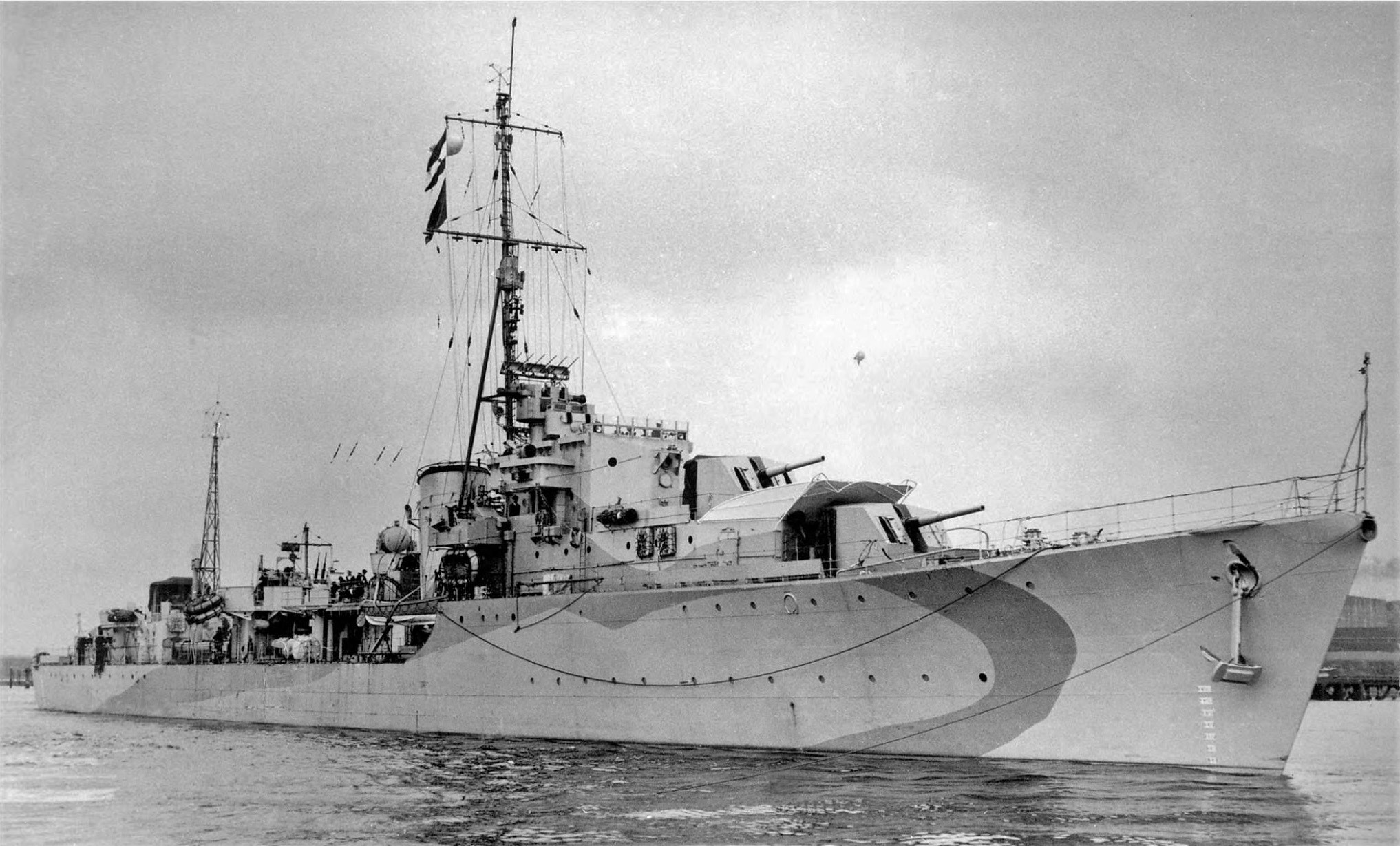
ソーマレス
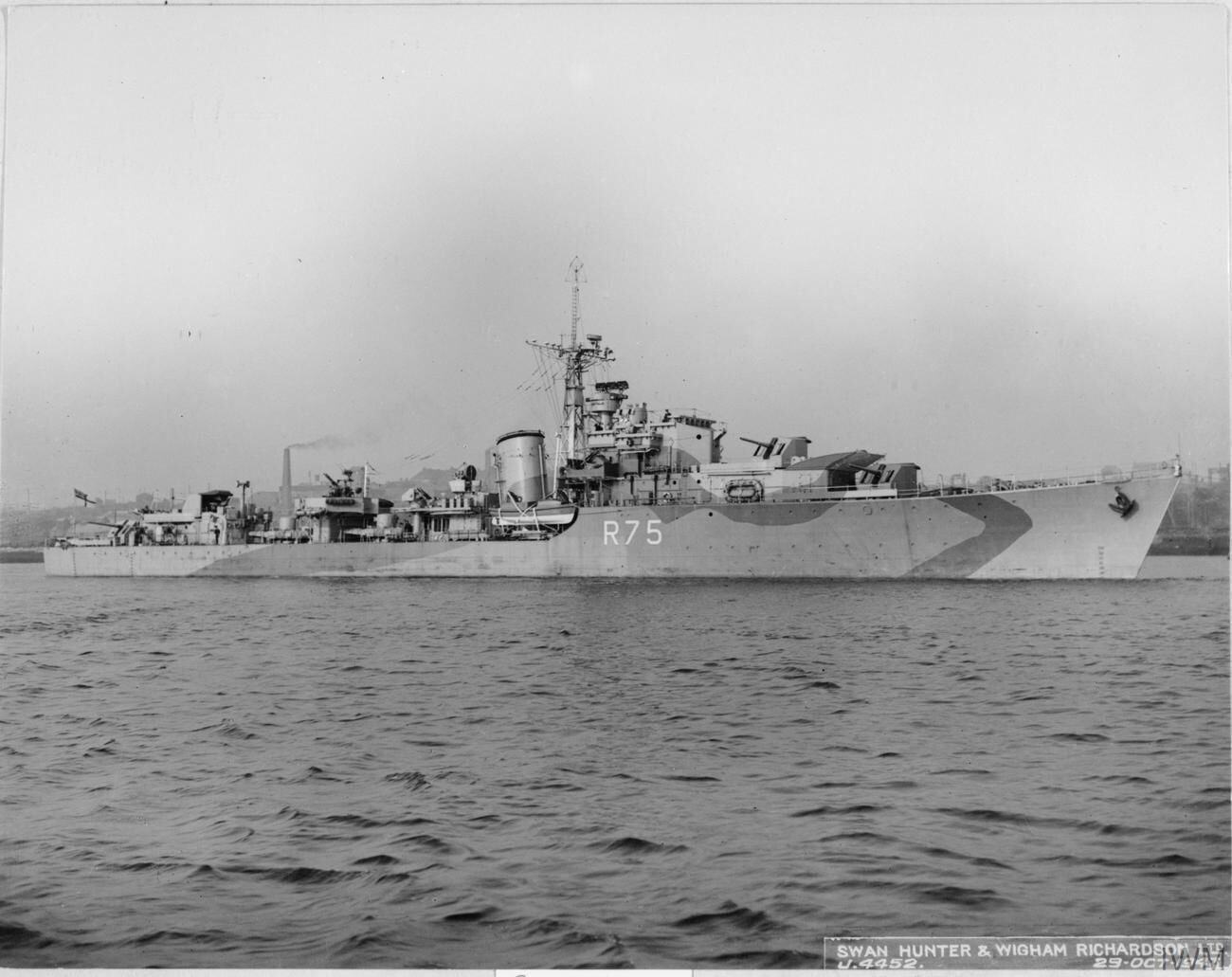
ヴィラーゴ

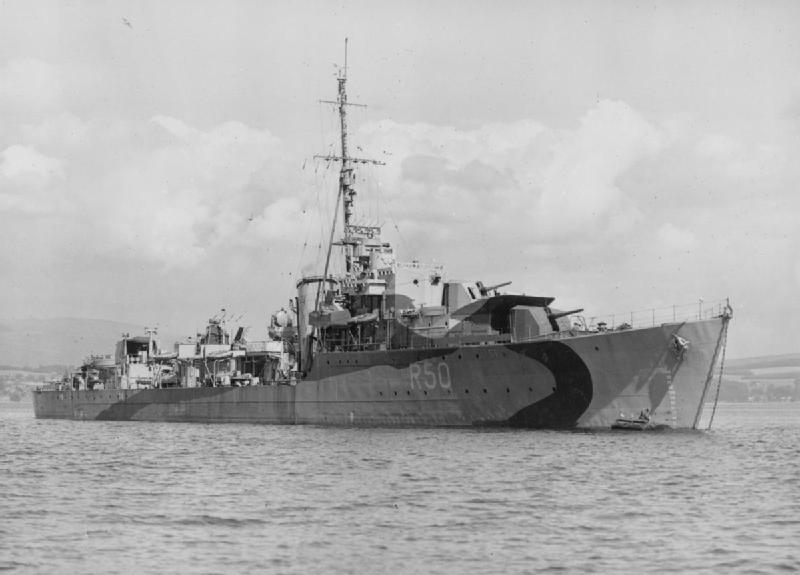
ヴィーナス
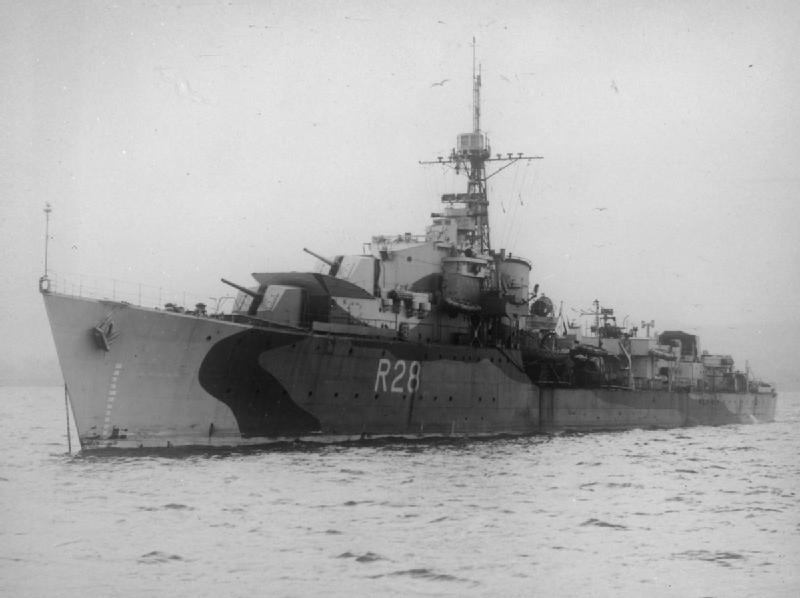
ヴェルラム

## 経過
5月12日、「羽黒」、「神風」の第五戦隊がシンガポールを出航。この動きを潜水艦「ステイツマン」、「サトル」から通報されたイギリス海軍の東洋艦隊は、要撃のため「デュークダム作戦」 (Operation Dukedom) を計画し、ラングーン占領支援を行っていた戦艦「クイーン・エリザベス」、「リシュリュー」を基幹とする第61部隊に要撃を命じた。14日にイギリス第61部隊は第21護衛空母群の艦載機から位置を知らされ、羽黒を攻撃する為にマンリー・パワー大佐指揮の第26駆逐隊を分派する。翌15日に第五戦隊も陸軍哨戒機よりイギリス艦隊の存在を知らされ、アンダマン諸島行きを中止し、ペナンへ退避を開始した。
16日、羽黒は派遣されたイギリス第26駆逐隊の駆逐艦「ヴィーナス」のレーダーに捕捉された。元良勇（「羽黒」通信長）によれば、月の明るい夜であった。2時10分、「羽黒」もレーダーでイギリスの駆逐艦を発見し離脱を図った。しかし、「羽黒」はスクリューシャフトに損傷を抱えたまま作戦に投入されたため、全速が発揮できない状態だった。まだ2番主砲塔も破壊されたままで、修理されていなかった。その上、艦上に搭載した大量の物資が砲塔の旋回も妨げた。駆逐艦「ヴィーナス」は魚雷を発射しようとしたが失敗した。続いて駆逐艦「ソーマレス」と「ヴェルラム」が「羽黒」と「神風」へ突進し、「ソーマレス」が4.7インチ砲と40ｍｍ機関砲で「神風」を損傷させた。一方で離脱を断念した「羽黒」は、スクリューシャフトからの振動で照準に支障をきたしたまま砲撃を行い、「ソーマレス」の機関部へ命中弾を与えた。逆に2隻のイギリス駆逐艦の放った魚雷のうち1本が「羽黒」前部に命中した。一方、「羽黒」は輸送任務のために魚雷を全て下ろしており、「神風」は魚雷発射管すら撤去していた。「神風」は死者27名を出しつつ、「羽黒」の周囲を旋回しながら煙幕を展開、照明弾を発射して包囲をせばめるイギリス駆逐艦隊と交戦した。橋本中将は「神風」に離脱を命じ、2時50分に「神風」はレーダーで捉えた陸地の方角へ急速離脱した。残された「羽黒」は「ヴィジラント」、「ヴィーナス」、「ヴィラーゴ」を加えた第26駆逐隊5隻の集中攻撃を受け炎上。艦前部が沈下し、左舷に20度近く傾斜しながら1時間近く交戦したが、魚雷2本の命中が致命打となり、前部から沈没した。司令官橋本信太郎中将、羽黒艦長杉浦嘉十少将、機関長堺谷友太郎大佐を含む400名以下が戦死した。「神風」はペナンに退避し、陸揚作業と燃料補給の後、戦場へ引き返して「羽黒」の生存者救助を実施し、320名を救助。17日にシンガポールへ撤退した。

## その後
この海戦の結果、アンダマン・ニコバル諸島の日本軍守備隊は完全に孤立した。食糧は島民から強制的に徴発したため島民の餓死者が相次いで発生した。戦後、守備隊の中からは多くのBC級戦犯が発生した。
一方、雑役船「第二黒潮」と護衛の「第57号駆潜艇」が13日にナンコーリ島に到着。兵員(400名から500名ほど)を乗せて14日夜に2隻は出港。途中空襲を受けたり、スコールで「第57号駆潜艇」が「第二黒潮」を見失い、捜索しても見つからないため先行して到着するといったトラブルがあったが、被害のないまま16日にペナンに到着した。2隻は6月に2回目の輸送のためスマトラ島サバンを出港したが、12日にサバンから20海里北上したあたりでイギリス駆逐艦「ヌビアン」と「エスキモー」、「パラディン」、「ペン」、「ターター」に発見され、2隻とも撃沈された。
「羽黒」の損失の後、1945年6月8日に「足柄」も同様に輸送作戦を遂行中に潜水艦の雷撃によって失われ、シンガポールで行動可能な艦船は、「神風」だけとなった。「神風」はその後も小規模な輸送作戦に出撃したが終戦まで生き延びて、復員船として使用された。シンガポールには大破した「高雄」と「妙高」も係留されていたが、戦後イギリス軍によって海没処分された。
「羽黒」と「足柄」を続けて失った日本軍は代わりになる唯一安全な輸送手段として国際法違反となる偽装病院船に着目・実行したがすぐに露呈した（橘丸事件）。